# Edificio Barrachina
El edificio Barrachina se encuentra situado en la plaza del Ayuntamiento número 2, en el centro histórico de Valencia (España).

## Edificio
Es obra del arquitecto valenciano Javier Goerlich Lleó en colaboración con Francisco Almenar Quinzá. Fue construido entre los años 1929 y 1930 para el empresario de origen turolense Martín Barrachina Benagues. La fachada principal se encuentra situada en la plaza de l'Ajuntament, con fachadas laterales y chaflanes recayentes a la calle de la Sangre y a la calle En Llop.
Su estilo es el clasicismo monumental con elementos inspirados en el barroco valenciano. Consta de bajo comercial, siete alturas y ático. Está rematado por una pequeña torre en el chaflán principal que corona el edificio. Se conserva la marquesina metálica original que rodea el perímetro del chaflán de la fachada principal.
La planta baja al completo estuvo ocupada durante décadas por Casa Barrachina, un establecimiento hostelero muy conocido en la ciudad y afamado por sus bocadillos. En el zaguán del edificio se puede observar la leyenda edificio Barrachina 1930.